# Юсти, Фердинанд
Фердинанд Юсти (нем. Ferdinand Justi; 2 июня 1837, Марбург — 17 февраля 1907, там же) — немецкий лингвист, филолог и востоковед, художник, педагог. Профессор.

## Биография

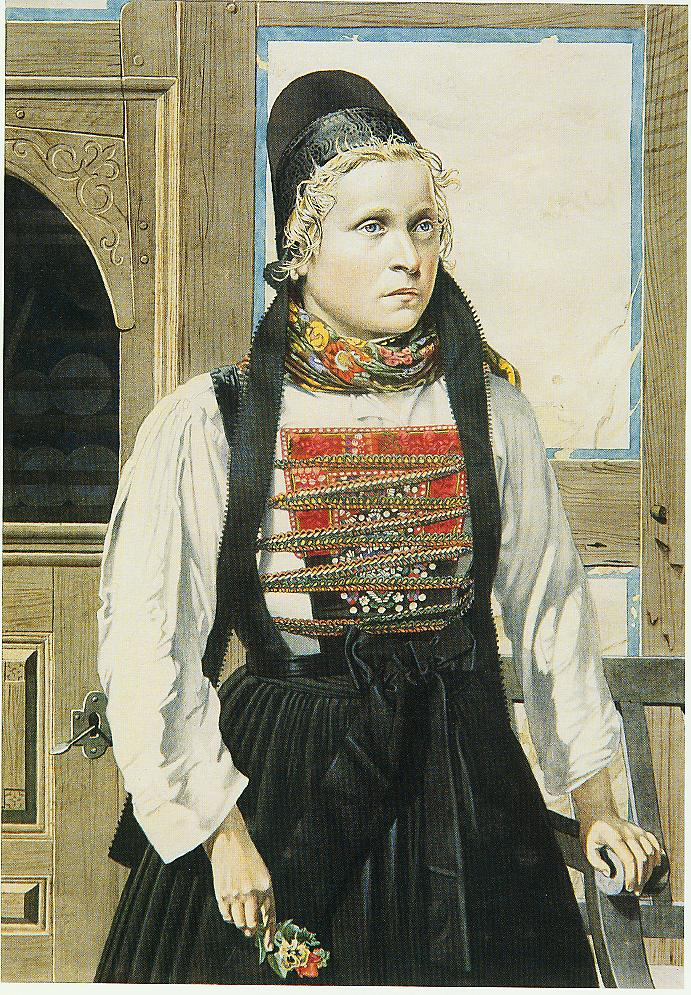
Фердинанд Юсти. Женский портрет

Изучал лингвистику в университетах Марбурга и Геттингена. С 1861 жил в Марбурге, где в 1865 году стал доцентом, а в 1869 — профессором сравнительного языкознания и германской филологии Марбургского университета.
Ввел в университете курсы по востоковедению. Особый интерес, проявлял к исследованиям Персии, работал также в области индо-германских взаимоотношений. Во время своего преподавания в Марбургском университете вел постоянные индологические курсы.
Кроме научной работы, глубоко изучил быт крестьян последней трети XIX-го века, особенно в окрестностях Марбурга, о котором написал свои наблюдения и изобразил его в бесчисленных эскизах и акварелях.
Сын Фердинанда Юсти Людвиг прославился как искусствовед и создатель музея современного искусства в Берлине.

## Избранные труды
- Handbuch der Zendsprache. Leipzig 1864
- Dictionnaire kurde-francaise. Petersburg 1879
- Geschichte des alten Persiens. Berlin 1879
- Kurdische Grammatik. Sankt Petersburg 1880
- Geschichte der orientalischen Völker im Altertum. Berlin 1884
- Iranisches Namenbuch. Marburg 1884
- Hessisches Trachtenbuch. Marburg 1899—1905

## Галерея

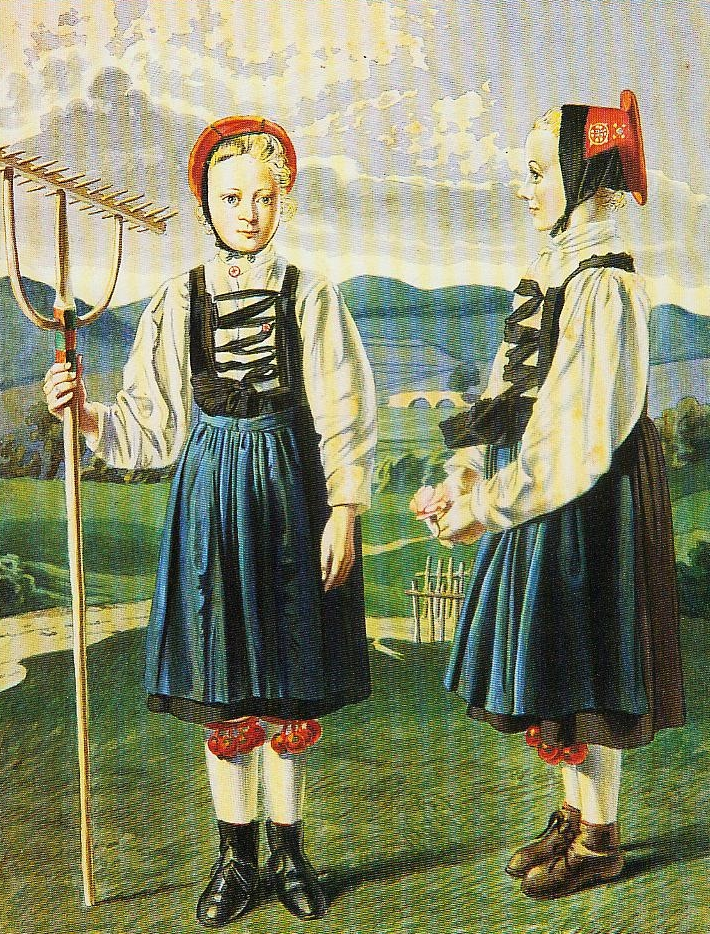
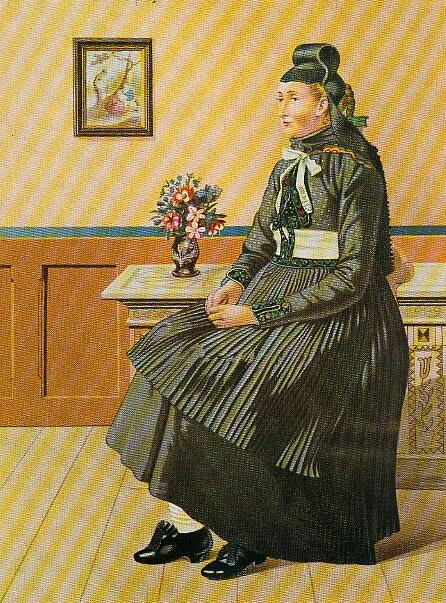
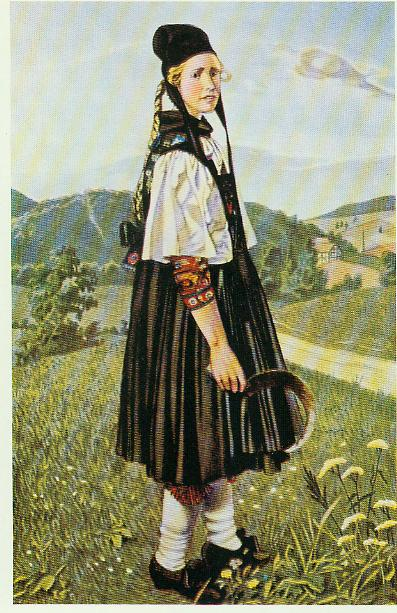
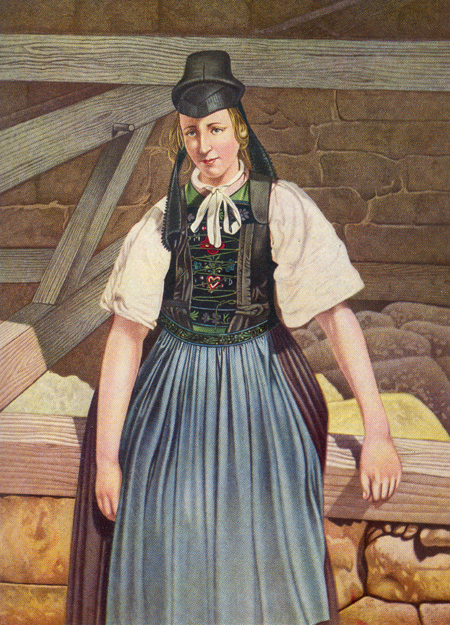
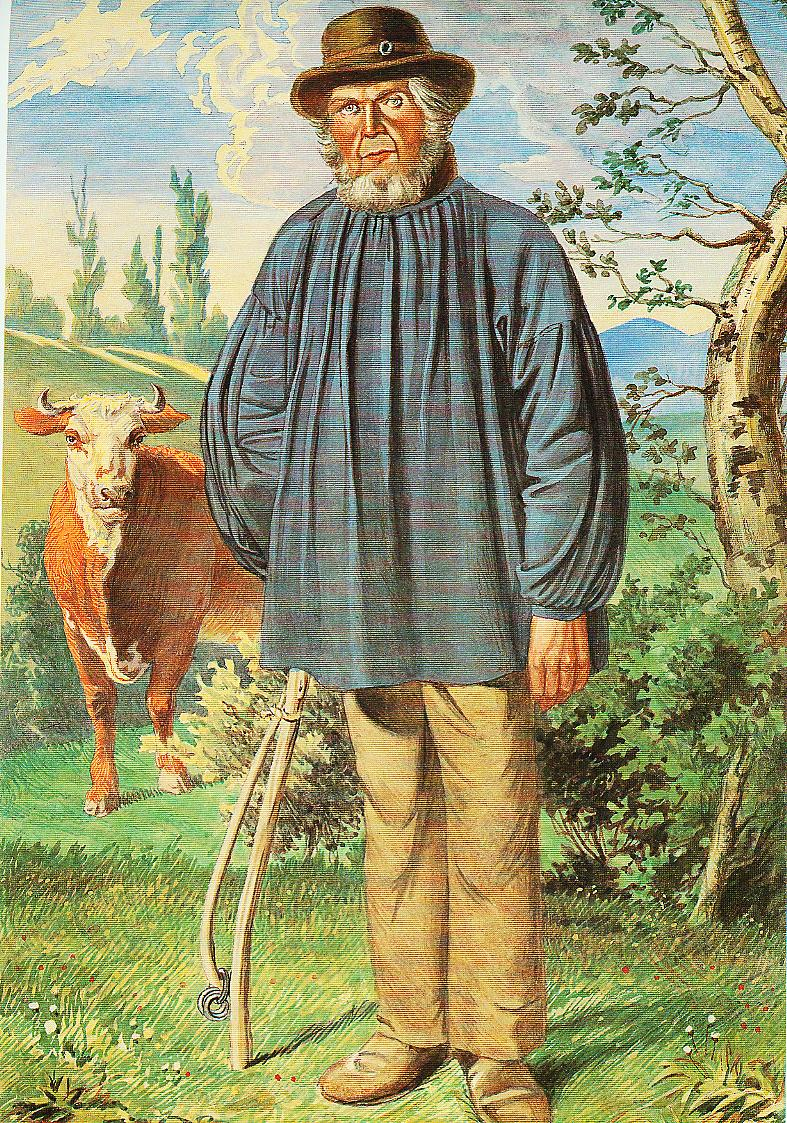